# Brecon Castle
Brecon Castle ist eine Burgruine in Powys in Wales. Die als Kulturdenkmal der Kategorie Grade I klassifizierte  und als Scheduled Monument geschützte Ruine liegt Ruine liegt inmitten des Stadtzentrums von Brecon.

## Geschichte
Bereits vor über 4000 Jahren befand sich an der strategisch günstigen Stelle ein eisenzeitliches, Pen-y-crug genanntes Hillfort.
Zur Sicherung seiner Herrschaft über das walisische Königreich Brycheiniog errichtete der normannische Adlige Bernard de Neufmarché eine Motte an einer Furt über den River Usk, die zum Zentrum des nun Brecknockshire genannten Gebiets wurde. Nach dem Tod von Bernard erbte seine mit Miles de Gloucester verheiratete Tochter Sibyl die Herrschaft. 1166 erbte William de Braose, der eine von Sibyls und Miles Töchtern geheiratet hatte, die Burg. Nach der Rebellion von Williams gleichnamigen Sohn William de Braose gegen König Johann fiel die Burg 1208 an die Krone. 1215 wurde sie von Giles de Braose, einem Sohn Williams mit Hilfe des walisischen Fürsten Llywelyn ap Iorwerth zurückerobert. Nachdem Reginalds Sohn William 1230 von Llywelyn ap Iorwerth hingerichtet worden war, wurden seine Ländereien unter seinen Töchtern aufgeteilt. Brecon fiel an Eleanor, die nach 1241 Humphrey V. de Bohun, einen Sohn von Humphrey de Bohun, 2. Earl of Hereford heiratete.
Die Burg wurde mehrmals von den Walisern angegriffen, 1231 wurde sie von Llywelyn ap Iorwerth zerstört. In den 1260er Jahren waren Vater und Sohn de Bohun in den Krieg der Barone gegen König Heinrich III. involviert, weshalb die Burg 1264 von dem walisischen Fürsten Llywelyn ap Gruffydd, einem Parteigänger Simon de Montforts und im folgenden Jahr von Prinz Eduard erobert wurde. Nachdem die Familie Bohun 1372 in männlicher Linie ausstarb, fiel Brecon an die Krone, die es an die Familie Stafford weitergab. Nachdem Henry Stafford, 2. Duke of Buckingham, die Gunst des Königs verloren hatte, zog er sich 1483 nach Brecon zurück. Hier verbündete er sich mit dem in der Burg gefangen gehaltenen John Morton, Bischof von Ely. Ihre Verschwörung gegen Richard III. schlug jedoch fehl, doch während der Duke gefangen genommen und hingerichtet wurde, konnte der Bischof zu Heinrich Tudor flüchten, der Richard III. besiegte und selbst König wurde. Der Sohn von Henry Stafford, der dritte Duke of Buckingham war 1478 in Brecon Castle geboren worden. Er erhielt die Titel und Länder seines Vaters zurück, doch auch er wurde schließlich unter Heinrich VIII. hingerichtet, und Brecon fiel an die Krone.
In den folgenden Jahrhunderten verfiel die Burg. Während des englischen Bürgerkriegs wurden die Befestigungsanlagen von den Bürgern Brecons geschleift, damit die Stadt nicht in Kampfhandlungen verwickelt wurde. 1809 begann die Familie Morgan of Tredegar Park mit dem Bau eines Hotels auf dem Gelände der ehemaligen Burg.

## Anlage
Die Ruine liegt auf einem Hügel über dem Zusammenfluss des Usk und des Honddu inmitten der Stadt Brecon.
Von der Kernburg sind noch Reste von Erdwällen, der Burghügel mit den Resten des gegen Ende des 12. Jahrhunderts erbauten Shell Keeps und der efeuüberwachsene Ely Tower erhalten. Der Ely Tower erhielt seinen Namen nach dem angeblich hier gefangen gehaltenen Bischof von Ely. Der ehemalige Burghügel befindet sich im Palastgarten des Bischofs von Swansea und Brecon.
Auf dem Gelände der dreieckigen, südlich des Burghügels gelegenen Vorburg befindet sich seit 1809 das Castle Hotel. In die Hotelanlage sind die Reste der im 13. Jahrhundert erbauten Wohnhalle, eine zweigeschossige Mauer mit vier spitzen Lanzettfenstern sowie ein angrenzender, im 14. Jahrhundert erbauter Turm integriert.